# Pařížská observatoř

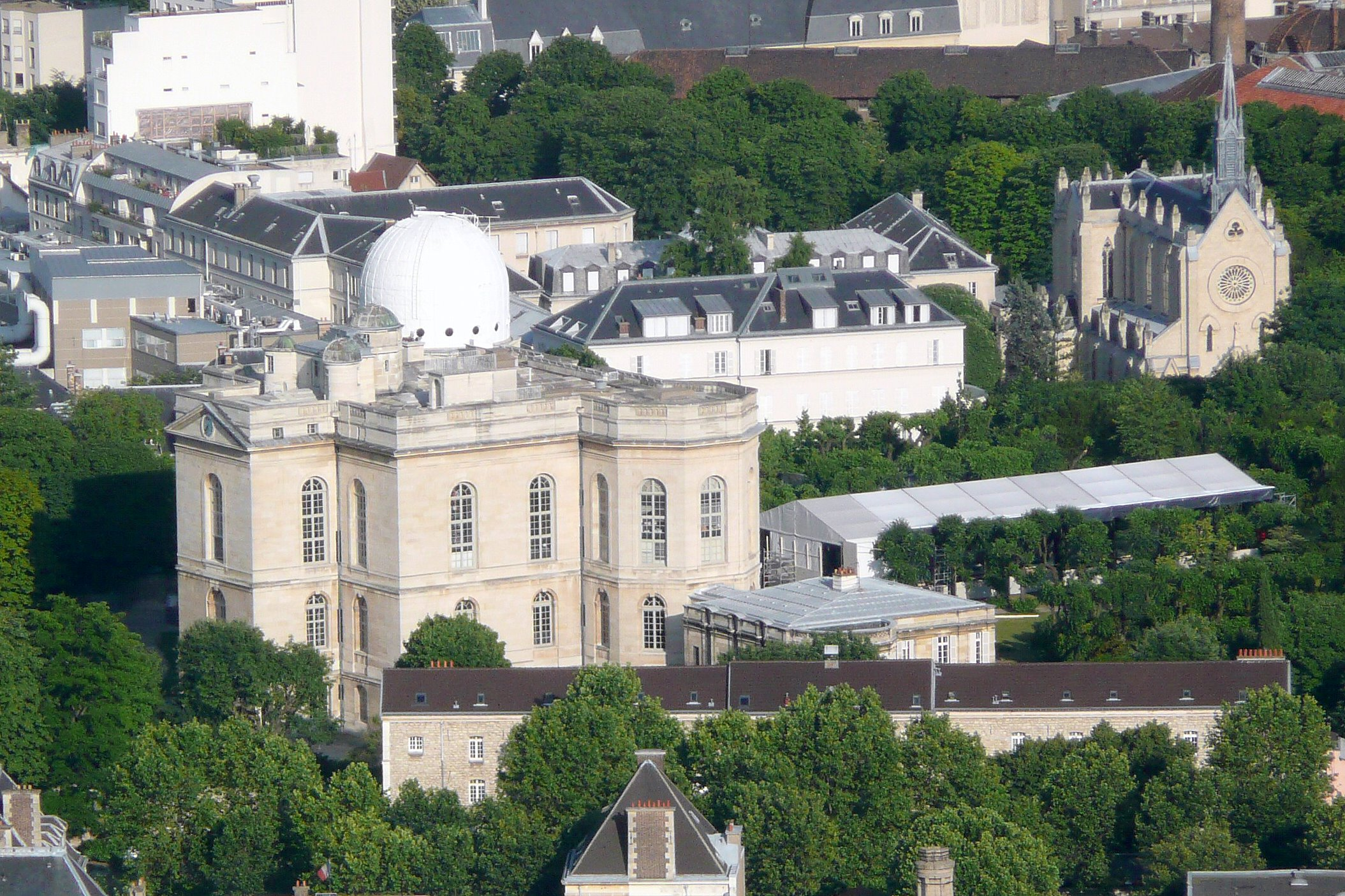
Pohled na observatoř z Tour Montparnasse

Pařížská observatoř (Observatoire de Paris) je hvězdárna založená roku 1667. Doplňuje Akademii věd založenou v roce 1666. Observatoř v minulosti přispěla k rozvoji věd jako geodézie, kartografie a meteorologie. Pařížská observatoř se skládá ze tří pracovišť v Paříži, Meudonu a Nançay. Má statut tzv. grand établissement.

## Historie
Pod tlakem mnoha vědců, především fyzika a astronoma Adriena Auzouta (1622-1691), který napsal v roce 1665 dopis Ludvíku XIV. se žádostí o vytvoření vědecké společnosti, založili v roce 1666 Ludvík XIV. a jeho ministr Jean-Baptiste Colbert Královskou akademii věd. Na jejím prvním zasedání dne 22. prosince 1666 bylo rozhodnuto vytvořit královskou observatoř, která se stala později dnešní Pařížskou observatoří. Měla sloužit pro bádání všem akademikům, ale z důvodů její vzdálenosti od tehdejší Paříže ji využívali pouze astronomové.
Dne 21. června 1667 (den letního slunovratu) matematici akademie vytyčili na zemi umístění stavby, poledník a další nezbytné úkony pro přesné umístění budovy podle návrhu architekta a lékaře Claude Perraulta (1613-1688). Středem observatoře pak procházel pařížský poledník. V roce 1669 Colbert jmenoval ředitele observatoře, kterým se stal Giovanni Domenico Cassini. Následujících 125 let zůstalo vedení observatoře v rukou této rodiny.
Giovanni Domenico Cassini (1625-1712) byl ředitelem až do své smrti. Za jeho vedení prošla observatoř velkým rozvojem. Během tohoto období zde působili astronomové jako Christiaan Huygens, Ole Rømer nebo Chrysanthos Notaras. Astronom a geodet Jean Picard zde upravil měření zemského povrchu a položil tak základy geodézie.
Jeho syn Jacques Cassini (1677-1756) vedl observatoř v letech 1712-1756. Observatoř byla sice pod správou Akademie věd, ale řediteli zůstaly mnohé pravomoci.

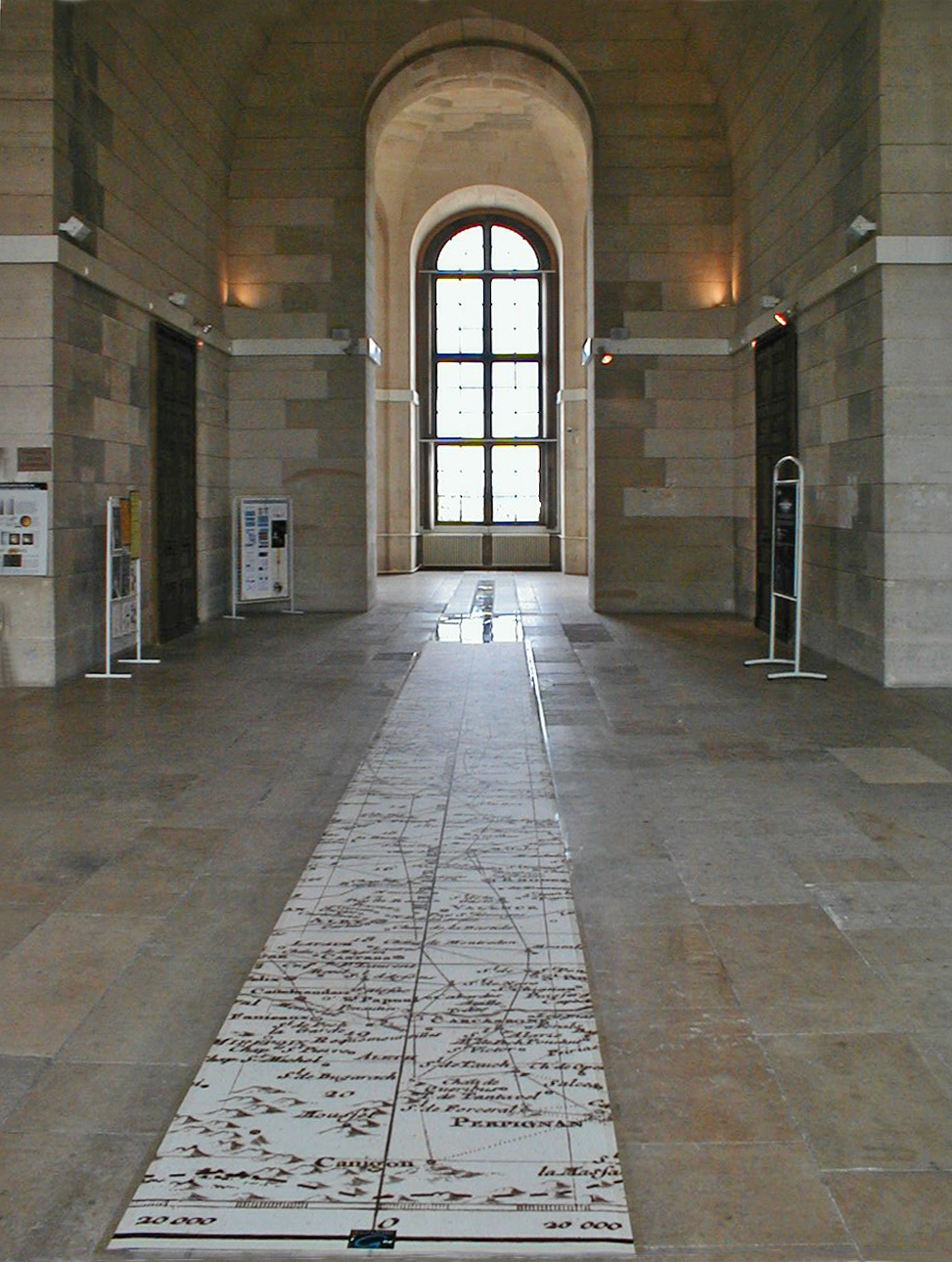
Pařížský poledník v observatoři

César-François Cassini (1714-1784), syn Jacquese řídil observatoř 1756-1784. V tomto období se rozvíjela geodézie a kartografie.
Jean-Dominique Cassini (1748-1845), druhý syn Jacquese vedl observatoř od roku 1784. Jako monarchista v roce 1793 ze své funkce odstoupil. Po jeho demisi neměla observatoř za Francouzské revoluce dobré postavení pro své silné vazby s monarchií.
V roce 1795 byl založen Úřad zeměpisné délky (Bureau des longitudes), jehož posláním mělo být rozvíjet astronomii. Jmenováni byli astronomové Jérôme Lalande, Jean-Dominique Cassini, Pierre Méchain a Jean-Baptiste Joseph Delambre. Členové se postupně vystřídali ve funkci ředitele observatoře. Lalande v letech 1795-1800. Pod jeho vedením observatoř přispěla 10. prosince 1799 ke standardizaci měrných jednotek metr a kilogram. Oba etalony měr byly v observatoři uloženy až do roku 1889, kdy byl v Sèvres založen Mezinárodní úřad pro míry a váhy. Pierre-François-André Méchain byl ředitelem v letech 1800-1804 a Jean-Baptiste Joseph Delambre 1804-1822. Poté vedl observatoř Alexis Bouvard pokladník úřadu do své smrti v roce 1843. V dubnu 1834 byl ředitelem observatoře jmenován Dominique François Jean Arago. Arago rozvíjel v observatoři polymetrii a fotometrii a dělal první daguerrotypie Slunce. Nechal nainstalovat ve věži velký dalekohled. Proto architekt Alphonse de Gisors rozšířil a modernizoval v letech 1846-1847 věž s novou kupolí. Z technických důvodů mohl být dalekohled používán až o 25 let později.
V letech 1854-1870 byl ředitelem Urbain Le Verrier. Založil zde meteorologickou stanici, která se později přestěhovala do parku Montsouris. Jako senátorovi se mu podařilo rozšířit pravomoci ředitele observatoře a rovněž došlo ke zvýšení platů astronomů. Ale jeho autoritářský charakter vytvořil velké napětí s pracovníky observatoře. Krátce po hromadné rezignaci 14 astronomů, byl zbaven funkce.
Ředitelem observatoře se v letech 1878-1892 stal Amédée Mouchez. V roce 1887 se rozhodl vytvořit Atlas nebe, na kterém spolupracovalo na 180 observatoří po celém světě. Obnovil přístroje, otevřel observatoř pro veřejnost a sjednotil počítání času v celé Francii podle pařížského poledníku.
François-Félix Tisserand vedl observatoř v letech 1892-1896. Po něm nastoupil Maurice Lœwy v letech 1897-1907. Aktivně se podílel na tvorbě Atlasu nebe.
Benjamin Baillaud zastával pozici ředitele 1908-1926. Inicioval založení Mezinárodního úřadu pro měření času. Od 1927 do 1929 byl ředitelem Henri Deslandres, který předtím vedl observatoř v Meudonu. Deslandres chtěl přesunout observatoř z Paříže do Meudonu, ale tento projekt nebyl nikdy realizován.
Ernest Esclangon byl ředitelem observatoře v letech 1929-1944. Po napadení Francie Německem Esclagon s částí zaměstnanců odešel do Bordeaux a observatoř spravoval Armand Lambert. Po příměří ze dne 22. června 1940 observatoř udržovala téměř normální aktivitu. Lambert ačkoliv byl židovského původu, mohl vykonávat svou práci. Přesto byl v roce 1943 zatčen a poslán do Osvětimi, kde zahynul.
Na konci druhé světové války na místo ředitele nastoupil André Danjon, který vedl observatoř až do roku 1963. Významně rozšířil finanční zdroje observatoře a jeho personál. Podílel se aktivně na vývoji zařízení, jako elektronické kamery. Vzhledem k rostoucímu počtu vědců, bylo postaveno několik dalších budov a omezena výška a osvětlení budov v okolí observatoře, s cílem udržet určitou kvalitu pozorování.

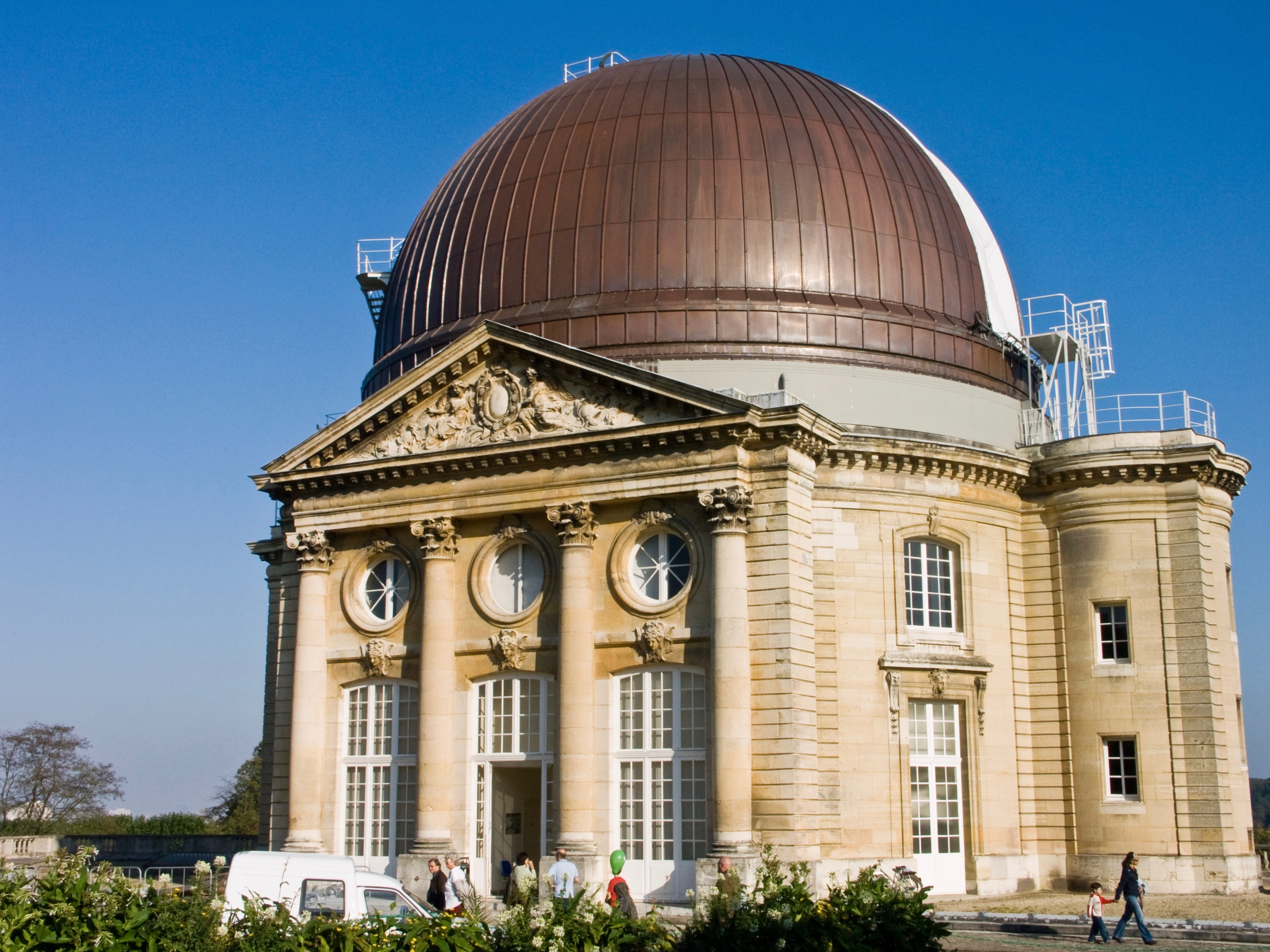
Observatoř Meudon

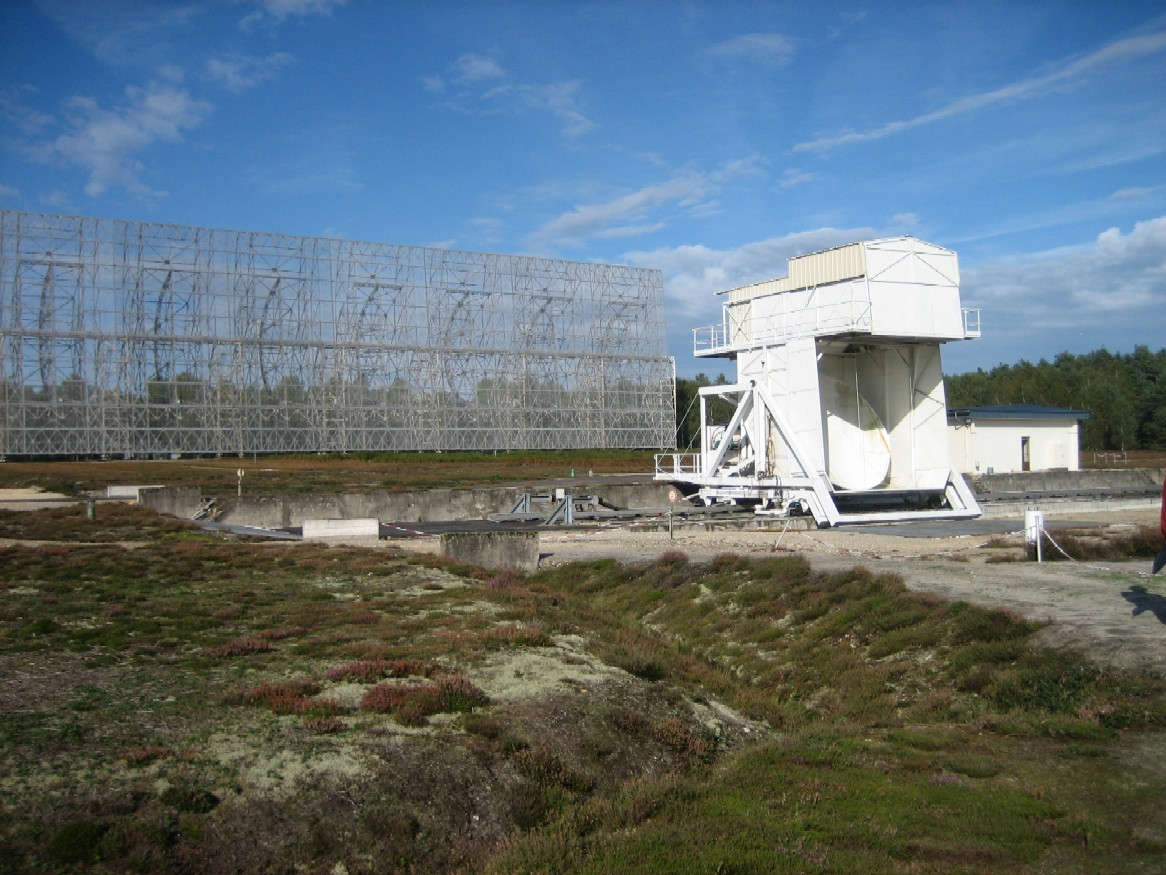
Radioteleskop v Nançay

## Observatoř Meudon
Jules Janssen představil projekt na obnovu hradu ve městě Meudon a v roce 1876 na jeho místě založil observatoř. Observatoř je jednou z výzkumných středisek pro studium Slunce. V roce 1926 byla připojena k Pařížské observatoři.

## Observatoř Nançay
Observatoř byla k Pařížské observatoři připojena v roce 1953. Věnuje se studiu sluneční koróny a Jupitera.

## Současnost
Observatoř se skládá z výzkumných středisek v Paříži, Meudonu a Nangay a je pod správou ministerstva vysokého školství a výzkumu. Výzkum probíhá ve všech oblastech současné astronomie a astrofyziky:
- Slunce a jeho vztah se Zemí
- planety a planetární soustavy
- vznik hvězd
- mezihvězdné prostředí
- vznik a vývoj galaxií
- kosmické záření
- kosmologie
- metrologie prostoru a času
- dějiny a filozofie věd